# ПФК Литекс (Ловеч) през сезон 2011/12
Сезон 2011/2012 е 17-ият сезон в историята на ПФК Литекс (Ловеч) в А група. Освен в първенството на България по футбол, в турнира Купата на България, „оранжевите“ участват и в Шампионска лига като актуален шампион на България. От ръководството на Литекс заявяват за домакинските си срещи Градски стадион „Ловеч“, който се реконструира и модернизира съгласно изискванията и критериите за лицензиране на УЕФА.

## Клубът

### Екипировка
| \| Домакин \| Гост \| Гост \| Евротурнири \| | Екипировка         |      |      |             |
| \| Домакин \| Гост \| Гост \| Евротурнири \| | Adidas             |      |      |             |
| \| Домакин \| Гост \| Гост \| Евротурнири \| | Основен спонсор    |      |      |             |
| \| Домакин \| Гост \| Гост \| Евротурнири \| | Глобул (b-connect) |      |      |             |
| \| Домакин \| Гост \| Гост \| Евротурнири \| | Домакин            | Гост | Гост | Евротурнири |

## Суперкупа на България
| Финал 30 юли 2011 21:00 | Литекс | v | ЦСКА | Стадион: Лазур, Бургас |  |  |
|                         |        |   |      |                        |  |  |
|                         |        |   |      |                        |  |  |

## Шампионска лига
Българският шампион Литекс започва участието си от втория предварителен кръг на Шампионската лига и ще играе с шампиона на Черна гора Могрен (Будва). Първият мач на ловчанлии ще се играе на 12 юли в Подгорица*, а реваншът е на 19 юли в Ловеч. За да влезе в групите на турнира, Литекс ще трябва да елиминира три съперника.

### Втори предварителен кръг
| 12 юли 2011 21:00 |

| Могрен (Будва)      | 1:2  | Литекс                                              |
| ------------------- | ---- | --------------------------------------------------- |
| 1:0 Миодраг Зек 14' | инфо | 1:1 Светослав Тодоров 77' 1:2 Светослав Тодоров 79' |

| Градски стадион, Подгорица * 1500 зрители Съдия: Гедиминас Мазейка |

| 19 юли 2011 20:00 |

| Литекс                                                                   | 3:0  | Могрен (Будва) |
| ------------------------------------------------------------------------ | ---- | -------------- |
| 1:0 Петър Занев 3' 2:0 Светослав Тодоров дузпа' (49) 3:0 Христо Янев 80' | инфо |                |

| Градски стадион, Ловеч 5000 зрители Съдия: Андре Маринър |

### Трети предварителен кръг
| 26 юли 2011 20:30 |

| Литекс        | 1:2  | Висла Краков                               |
| ------------- | ---- | ------------------------------------------ |
| 1:1 Том 45+1' | инфо | 0:1 Майкъл Ламей 19' 1:2 Маор Меликсон 76' |

| Градски стадион, Ловеч 7000 зрители Съдия: Томи Скервен |

| 3 август 2011 |

| Висла Краков                                                            | 3:1  | Литекс                  |
| ----------------------------------------------------------------------- | ---- | ----------------------- |
| 1:0 Маор Меликсон 42' 2:0 Маор Меликсон дузпа' (56) 1:3 Чезаре Вилк 84' | инфо | 2:1 Николай Бодуров 68' |

| Градски стадион „Хенрик Рейман“, Краков Съдия: Фират Айдинус |

Забележка: Стадионът в Будва няма лиценз за УЕФА и поради тази причина мачът се играе на националния стадион в Подгорица.

## Лига Европа

### Плейоф
| 18 август 2011 19:45 |

| Литекс              | 1:2  | Динамо Киев                                       |
| ------------------- | ---- | ------------------------------------------------- |
| 1:1 Христо Янев 13' | инфо | 0:1 Милан Нинкович дузпа' (7) 1:2 Браун Идейе 76' |

| Градски стадион, Ловеч 8000 зрители Съдия: Михалис Кукулакис |

| 25 август 2011 20:00 |

| Динамо Киев             | 1:0  | Литекс |
| ----------------------- | ---- | ------ |
| 1:0 Артьом Милевски 74' | инфо |        |

| „Валерий Лобановски“, Киев 10 000 зрители Съдия: Стюарт Атуел |

## Програма

### Контроли

#### Лятна подготовка
Лятната подготовка на отбора започва на 13 юни и ще се проведе на два етапа.
- Първи етап. От 13 до 20 юни и се провежда в Ловеч.
- Втори етап. От 20 юни до 3 юли се провежда в Холандия, базата „Златното лале“ край град Арнем, която се намира на 100 километра от Амстердам. Освен традиционните занимания с топка са предвидени и три контроли.

* Заб. Срещата с Дуисбург се играе на собствения му стадион Ем Ес Фау-Арена и е официално представяне на отбора пред собствена публика